# 张亭栋
张亭栋（1932年11月—2025年3月），中国医学家，是三氧化二砷可以治疗急性早幼粒细胞白血病的主要发现者。他曾任哈尔滨医科大学附属第一医院中医教研室主任、教授。现为中国中西医结合学会副会长、黑龙江省中西医结合医药学会理事长。

## 生平
1932年出生于河北吴桥，张亭栋1950年毕业于哈尔滨医科大学，后曾在黑龙江中医学院西学中班、辽宁中医学院研究生班学习。此后任职于哈尔滨医科大学附属第一医院中医科。1971年医院的一位药师韩太云偶然在民间发现了一个据称能治疗淋巴结核的“癌灵/713”药方，由砒霜、轻粉（氯化亚汞）与蟾酥等组成，但最终因为副作用太强被放弃。张亭栋及其团队对该药方进行研究后发现，单独注射砒霜（三氧化二砷）可以治疗急性早幼粒细胞白血病。不过此后这一发现长期没有得到足够的关注。1996年陈竺与张亭栋在世界顶级学术期刊《血液学》（Blood）上发表论文介绍了此一发现后，才为国际学界所认可。张亭栋也因为此发现而获得过国家自然科学二等奖、美国杜邦科学技术创新奖、中国专利优秀奖、国际发明专利奖、葛兰素史克生命科学杰出成就奖、“未来科学大奖”——生命科学奖等奖项。
原哈尔滨医科大学附属第一医院终身教授、主任医师张亭栋同志，因病医治无效，于2025年3月21日下午14时20分逝世，享年93岁。